# 286841 Annemieke
286841 Annemieke este un asteroid din centura principală de asteroizi.

## Descriere
286841 Annemieke este un asteroid din centura principală de asteroizi. A fost descoperit pe 3 iulie 2002 la Observatorul Palomar de Maik Meyer. Asteroidul prezintă o orbită caracterizată de o semiaxă mare de 3,15 ua, o excentricitate de 0,12 și o înclinație de 10,6° în raport cu ecliptica.